# 토르: 러브 앤 썬더
《토르: 러브 앤 썬더》(영어: Thor: Love and Thunder)는 2022년 개봉한 미국의 슈퍼히어로 영화이다. 타이카 와이티티가 감독과 공동각본을 맡았다. 2017년 영화 《토르: 라그나로크》의 후속 작품이자 마블 시네마틱 유니버스의 29번째 작품이다. 크리스 헴스워스, 테사 톰슨, 나탈리 포트만, 크리스찬 베일, 크리스 프랫, 제이미 알렉산더, 폼 클레멘티에프, 데이브 바티스타, 카렌 길런, 숀 건 등이 출연한다. 토르 (헴스워스)가 발키리 (톰슨), 마이티 토르가 된 제인 포스터 (나탈리)와 함께, 모든 신을 제거하려는 신 도살자 고르를 저지하는 내용이다.
헴스워스와 와이티티는 《토르: 라그나로크》(2017년) 이후 속편이 계획되었다고 말했다. 《러브 앤 썬더》는 2019년 샌디에이고 코믹콘에서 발표되었으며, 헴스워스, 톰슨, 와이티티, 그리고 《라그나로크》에 출연하지 않았던 나탈리 포트만의 복귀가 확정되었다. 《러브 앤 썬더》를 《라그나로크》와는 다르게 연출하고 싶어했던 와이티티는 로맨스 영화와 1980년대 어드벤처물을 참고했다. 와이티티는 제이슨 에런의 코믹스 《마이티 토르》의 요소를 적용하여 히어로 마이티 토르로 거듭나는 동시에 암 투병을 병행하는 제인 포스터를 그려냈다. 이후 가디언즈 오브 갤럭시 배역이 추가로 캐스팅되었다. 2020년 8월로 예정된 첫 촬영일자는 코로나19 대유행으로 연기되었다. 촬영은 결국 2021년 1월 호주 시드니에서 시작하여 6월에 마무리되었다.

## 전제
《어벤져스: 엔드게임》(2019년)의 사건 이후, 토르는 내면의 평화를 찾으려 한다. 그러나 그는 다시 돌아와 발키리, 코르그, 마이티 토르가 된 제인 포스터와 함께, 모든 신을 제거하려는 신 도살자 고르를 저지해야 한다.

## 줄거리
종족의 마지막 생존자인 고르와 그의 딸 러브는 황량한 사막에서 고군분투한다. 그들의 신 라푸에게 기도했음에도 불구하고, 러브는 죽는다. 신 살해자 네크로소드가 고르를 불러 라푸의 풍요로운 영역으로 이끌고, 라푸는 고르의 고통을 잔인하게 조롱하고 무시한다. 고르는 신을 부정하고, 라푸는 그를 목 졸라 죽이려 한다. 네크로소드가 고르에게 자신을 내어주고, 고르는 그것으로 라푸를 죽이고 모든 신들을 죽이겠다고 맹세한다. 고르는 그림자를 조종하고 괴물을 만들어내는 능력을 얻지만, 칼의 영향으로 임박한 죽음과 부패에 시달리는 저주를 받는다.
토르는 타노스와의 어벤져스의 전투 이후 가디언즈 오브 갤럭시에 합류했다. 그는 시프의 조난 신호를 받고 팀과 헤어진다. 그는 부상당한 시프를 찾아내고, 시프는 고르의 다음 목표가 뉴 아스가르드라고 경고한다. 한편, 토르의 전 여자친구인 제인 포스터 박사는 4기 말기암 진단을 받는다. 의료 치료가 효과가 없자, 그녀는 이전에 헬라에 의해 부러진 토르의 망치 묠니르가 자신을 치료해주기를 바라며 뉴 아스가르드로 향한다. 토르가 몇 년 전 포스터를 보호하기 위해 무심코 부여한 마법 때문에 묠니르는 다시 만들어져 그녀와 결속된다.
고르의 공격이 시작되자마자 토르는 뉴 아스가르드에 도착한다. 토르는 포스터가 묠니르를 휘두르는 것을 보고 놀라지만, 그녀, 발키리, 코르그와 팀을 이루어 고르와 싸운다. 일행은 고르를 저지하지만 그는 탈출하여 수많은 아스가르드 아이들을 납치하고 섀도우 렐름에 가둔다. 일행은 옴니포턴스 시티로 가서 다른 신들에게 경고하고 군대를 만드는 데 도움을 요청한다. 신들의 지도자인 제우스는 그들이 도시에서 고르로부터 안전하고 숨어 있을 수 있다고 생각하며 돕기를 꺼린다. 그는 또한 고르가 이터니티의 영역을 방문하려는 목표를 달성하지 못할 것이라고 믿는데, 그곳에서 그는 아마도 모든 신들을 파괴하기 위한 한 가지 소원을 부여받을 것이다. 보안 예방 조치로, 제우스는 일행이 도시의 위치를 고르에게 노출하는 것을 막기 위해 그들을 체포하라고 명령한다. 제우스가 코르그를 다치게 하자, 토르는 제우스의 번개로 그를 찌르고, 발키리가 그것을 훔쳐 섀도우 렐름에서 고르와 대치하기 위해 탈출한다. 도중에 토르는 포스터의 암 진단을 알게 된다.
일행은 섀도우 렐름에 도착하지만 아이들을 찾을 수 없다. 포스터는 토르의 전투 도끼 스톰브레이커가 이터니티에 들어가기 위해 비프로스트를 소환하는 방법으로 묘사된 고대 그림을 보고, 고르가 설치한 함정을 알아낸다. 그녀는 고르가 접근하지 못하게 하기 위해 스톰브레이커를 버린다. 그러나 고르는 일행을 압도하고 포스터를 죽이겠다고 위협하여 토르가 그것을 다시 소환하게 한다. 고르는 스톰브레이커를 성공적으로 훔치고 발키리를 다치게 한 후 약해진 포스터는 쓰러진다.
뉴 아스가르드로 돌아온 토르는 포스터의 토르 형태가 그녀의 몸이 암과 자연적으로 싸우는 것을 허용하지 않는다는 것을 발견한다. 이 때문에 토르는 혼자 이터니티의 제단으로 가서 제우스의 번개로 아이들에게 자신의 힘을 불어넣어 고르의 괴물들과 싸우게 하고 자신은 고르와 싸운다. 포스터는 고르가 토르를 죽이려 한다는 것을 감지하고 묠니르를 들고 그를 구하기 위해 전투에 참여한다. 그들은 네크로소드를 파괴하여 고르를 그 영향에서 해방시키지만, 세 사람은 이터니티의 영역으로 끌려간다. 고르가 소원을 빌 준비가 되자, 토르는 고르에게 신들을 파괴하는 대신 딸을 되살려달라고 간청한다. 토르는 고르에게 결정을 맡기고, 병으로 쓰러져 그의 품에서 죽어가는 포스터를 돌본다. 그들의 모습에 감동받은 고르는 이터니티에게 러브를 되살려달라고 소원하고, 이터니티는 이를 들어준다. 고르는 저주로 죽어가면서 토르에게 러브를 돌봐달라고 부탁한다.
이후, 아이들은 뉴 아스가르드로 돌아오고, 발키리와 시프는 훈련을 시작하며, 포스터를 기리는 기념비가 세워진다. 토르는 러브를 입양하고, 러브는 토르가 묠니르를, 러브가 스톰브레이커를 휘두르며 그의 영웅적인 행동에 동참한다. 미드 크레딧 장면에서, 옴니포턴스 시티로 돌아온 회복 중인 제우스는 아들 허큘리스를 보내 복수로 토르를 죽이게 한다. 포스트 크레딧 장면에서, 포스터는 발할라의 문에 도착하고, 헤임달이 그녀를 환영한다.

## 출연진
- 크리스 헴스워스 (토르 역): 
어벤져스이자, 북유럽 신화 속 동명의 성소에서 유래한 아스가르드의 이전 왕.[2] 감독 타이카 와이티티는 본작에서 토르가 "그의 목적과 진실된 자아, 왜 그는 히어로인가, 꼭 히어로가 되어야 하는가를 알아내려는" 중년의 위기를 겪는다고 말했다".[3]
- 테사 톰슨 (발키리 역):
신화적 존재 브륀힐드를 모티브로 한, 뉴 아스가르드의 왕.[1][2][4] 톰슨과 제작자 케빈 파이기는 작중 발키리는 양성애자로 나올 것이라고 말했다.[5] 와이티티는 전장을 떠난 발키리가 뉴 아스가르드의 기반 시설 및 경제 문제를 담당하고 외국의 대표를 맞이하는 등 관료적 통치자의 면모를 보여준다고 말했다.[6]
- 나탈리 포트만 (제인 포스터 / 마이티 토르 역):
천체물리학자이자 토르의 전 여자친구. 슈퍼히어로 마이티 토르가 되는 동안 항암 치료를 받고 있다. 그녀는 토르의 의상을 입고 다시 붙은 묠니르를 다루어 그와 비슷한 힘을 낸다.[1][2][4][7] 《토르: 라그나로크》 (2017년)에 출연하지 않았던 포트만은 와이티티와 만난 후 복귀하기로 합의했다.[8] 와이티티는 8년만에 돌아온 제인은 토르의 삶에서 큰 변곡점이 될 것이라고 말했다. 그가 없는 동안 다른 삶을 살았기 때문이다. 그리고 토르의 의상을 입은 제인은 "개쩔었다"고 덧붙였다.[9]
- 크리스찬 베일 (신 도살자 고르 역): 
신을 죽이고 다니는 소름끼치는 은하계 살인마. "이상하고 섬뜩한" 칼을 휘두른다.[1][10] 와이티티는 고르를 다층적이고 "가공할 만한" 존재로 묘사했다.[6]
- 크리스 프랫 (피터 퀄 / 스타로드 역):
반은 인간이고 반은 셀레스티얼인 가디언즈 오브 갤럭시의 리더.[11] 프랫은 《어벤져스: 인피니티 워》(2018년)과 《어벤져스: 엔드게임》(2019년)에서처럼 《러브 앤 썬더》에서도 스타로드와 토르의 라이벌 의식은 계속될 것이라고 말했다.[12]
- 제이미 알렉산더 (시프 역): 아스가르드 전사이자 토르의 어릴 적 친구. 북유럽 신화의 시프가 모티브이다.[13]
- 폼 클레멘티에프 (맨티스 역): 감정 조작 능력이 있는, 가디언즈의 일원.[14]
- 데이브 바티스타 (드랙스 역): 가디언즈의 일원이자 훈련된 전사. 타노스의 휘하에 있던 로난에게 가족이 도륙되었다.[15]
- 카렌 길런 (네뷸라 역) : 가디언즈의 일원이자 전직 어벤져스. 과거 타노스에게 입양되어 암살자로 길러졌다.[15] 카렌은 와이티티가 네뷸라의 "순수한 공격성"을 통해 그녀의 "광적인 측면"을 이끌어 냈다고 말했다.[16]
- 숀 건 as 크래글린 오브폰테리: 라바저스이자 가디언즈의 동맹. 생각만으로 조종할 수 있는, 욘두의 야카 화살을 물려받아 사용한다.[17]
- 제프 골드블룸 (그랜드마스터 역): 사카르 행성을 지배하는 엘더 오브 유니버스.[18]
- 빈 디젤 (그루트 목소리 출연): 가디언즈의 일원이자 로켓의 친구인 나무인간.[19]
- 브래들리 쿠퍼 (로켓 목소리 출연): 가디언즈의 일원이자 토르의 친구. 유전자 조작된 라쿤으로 현상금 사냥꾼이다.[1]

추가적으로, 와이티티는 토르와 친구가 된 크로난 행성의 검투사 코르그 역을 다시 맡는다. 맷 데이먼, 샘 닐, 루크 헴스워스도 《토르: 라그나로크》에서 맡았던 아스가르드 배우 역할로 돌아온다. (각각 로키, 오딘, 토르 연기) 그리고 멜리사 매카시는 헬라로 합류한다. 러셀 크로우는 그리스 신화 속 동명의 신을 모티브로 한 제우스로 카메오 출연한다. 아코시아 사벳은 여신 바스트로 등장한다. 매카시의 남편 벤 팰콘, 가수 제니 모리스, 사이먼 러셀 빌의 배역은 아직 알려지지 않았다. 작중 고르가 살해한 신 팔리가 더 베헤모스, 토르의 신령스러운 염소 '투스내셔와 투스그라인더' (탕그리스니르와 탕그뇨스트가 모티브)도 모습을 비친다.

## 한국판 성우진
- 안장혁 - 토르(크리스 헴스워스)
- 양석정 - 고르(크리스찬 베일)
- 한신 - 코르그(타이카 와이티티) / 크래글린(숀 건)
- 김나율 - 발키리(테사 톰슨)
- 김보나 - 제인(나탈리 포트만)
- 송준석 - 제우스(러셀 크로우)
- 신용우 - 스타로드(크리스 프랫)
- 송하림 - 시프(제이미 알렉산더)
- 최석필 - 드랙스(데이브 바티스타) / 디오니소스(사이몬 러셀 빌)
- 이재현 - 네뷸라(카렌 길런) / 헬라 배우(멜리사 맥카시)
- 김서영 - 맨티스(폼 클레멘티에프) / 일레인(클로에 구노)
- 이현 - 그루트(빈 디젤)
- 남도형 - 로켓(브래들리 쿠퍼)
- 방성준 - 에릭 셀빅(스텔란 스카스가드) / 야칸(스테판 커리)
- 안효민 - 라푸(조니 브루) / 헤라클레스(브렛 골드스타인)
- 박고운 - 달시 루이스(캣 데닝스)
- 김현욱 - 로키 배우(맷 데이먼)
- 황창영 - 토르 배우(루크 헴스워스)
- 유동균 - 오딘 배우(샘 닐)
- 신동욱 - 액슬(키런 다이어)
- 정예슬 - 러브(인디아 헴스워스)

## 제작

### 기획
크리스 헴스워스와 마블 스튜디오가 2018년 체결한 계약은 《어벤져스: 엔드게임》(2019년)으로 종결될 예정이었으나, 그는 마블 시네마틱 유니버스 (MCU)에서 토르 역할을 계속하고 싶다고 밝혔다. 그때까지 헴스워스와 타이카 와이티티 [토르의 세 번째 영화, 《토르: 라그나로크》(2017년) 감독]는 향후 네 번째 토르 영화에서 그들이 원하는 것을 논의했고, 헴스워스는 한 달 후 "또 다른 훌륭한 대본"이 있다면 복귀를 고려하겠다고 말했다. MCU 영화에서 발키리를 연기한 테사 톰슨은 2019년 4월 와이티티의 복귀와 관련된 《라그나로크》 속편의 피치가 만들어졌다고 믿었다. 헴스워스는 가능한 한 오랫동안 토르 역할을 계속할 것이라며, 《라그나로크》 제작 전 자신의 역할에 지친 그의 흥미를 와이티티가 되살려주었다고 공을 돌렸다.
2019년 7월, 와이티티 공식적으로 네 번째 《토르》 영화의 각본 및 감독 계약을 맺었고, 헴스워스는 다시 토르 역을 맡을 것으로 예상되었다. 와이티티는 《라그나로크》를 반복하는 대신 "나 자신에게 더 흥미로운 일을 하여 모든 일에 열과 성을 다하고, 내가 창의적으로 자극을 받고 있는지 확인하고 싶었다"고 말했다. 그 달 말, 샌디에이고 코믹콘에서 마블 스튜디오 사장 케빈 파이기는 2021년 11월 5일에 《토르: 러브 앤 썬더》라는 제목으로 개봉한다고 발표했다. 헴스워스와 톰슨은 나탈리 포트만이 《토르》 (2011년)와 《토르: 다크 월드》 (2013년)의 제인 포스터로 다시 돌아온다고 공언했다. 포트만은 제인이 《라그나로크》 에 등장하지 않은 후 프랜차이즈 복귀에 합의했으며, 와이티티와 한 번 만나 그녀를 다른 방식으로 다시 표현해 보겠다고 제안했다. 톰슨과 파이기는 속편에서 발키리가 양성애자로 등장하며, 이에 소급하여 그녀를 마블 스튜디오의 첫 성소수자 슈퍼히어로로 만들 것이라고 덧붙였다. 마블 스튜디오의 브래드 윈더바움은 파이기와 함께 영화를 제작하고 있었다.헴스워스는 《러브 앤 썬더》 출연료로 2,000만 달러를 받았다. 이는 《라그나로크》, 《어벤져스: 인피니티 워》(2018년), 《엔드게임》의 1,500만 달러보다 오른 액수이다.
호주 뉴사우스웨일스 주 예술부 장관 돈 하윈 은 7월 말 시드니의 폭스 스튜디오 오스트레일리아에서 마블 스튜디오의 《토르: 러브 앤 썬더가 《샹치와 텐 링즈의 전설》(2021년)과 연속 촬영되고, 2020년 8월 촬영 시작에 앞서 2020년 3월에 《러브 앤 썬더》 세트장 작업이 시작될 예정이라고 밝혔다.제작 과정에는 호주와 뉴사우스웨일즈 정부가 2,400만 호주 달러 이상의 보조금을 지급할 예정이었다.마블 스튜디오의 부사장 데이비드 그랜트는 두 편의 영화를 연달아 촬영하면 현지 스태프들에게 일자리를 지속적으로 제공할 것이며, 《러브 앤 썬더》로 지역 경제에 1억 7,800만 호주 달러 이상을 창출할 것으로 예상한다고 말했다.그는 스튜디오가 "인턴십 기회를 창출하기 위해 지역 교육 기관"과 협력할 것이라고 덧붙였다. 제프 골드블룸은 2019년 8월 속편에서 《라그나로크》의 그랜드마스터 역을 다시 맡을 가능성이 있다고 말했으며 10월 와이티티는 《라그나로크》와 《엔드게임》에서 연기한 자신의 배역 코르그로 돌아올 것이라고 공언했다.
크리스찬 베일은 2020년 1월 캐스팅 협상에 들어갔고, 사전 제작은 4월에 시작될 예정이다. 제니퍼 케이틴 로빈슨은 2월에 와이티티와 함께 영화 시나리오라이터로 고용되었다. 한 달 후 베일이 영화의 빌런으로 출연한다고 공언했고, MCU 영화 그루트의 성우 빈 디젤은 와이티티에게 이 영화에서 가디언즈 오브 갤럭시가 등장할 것이라는 말을 들었다. 4월 초에 디즈니는 코로나19 범유행으로 페이즈 4 영화의 많은 부분을 변경하며 《토르:러브 앤 썬더》의 개봉일을 2022년 2월 18일로 옮겼다. 영화의 사전 제작은 범유행으로 연기되었고 와이티티는 언제 다시 재개할지 확신할 수 없었다. 이달 말 디즈니는 개봉일을 2022년 2월 11일로 옮겼다. 7월까지, 촬영은 2021년 초에 시작될 예정이었다.

#### 각본

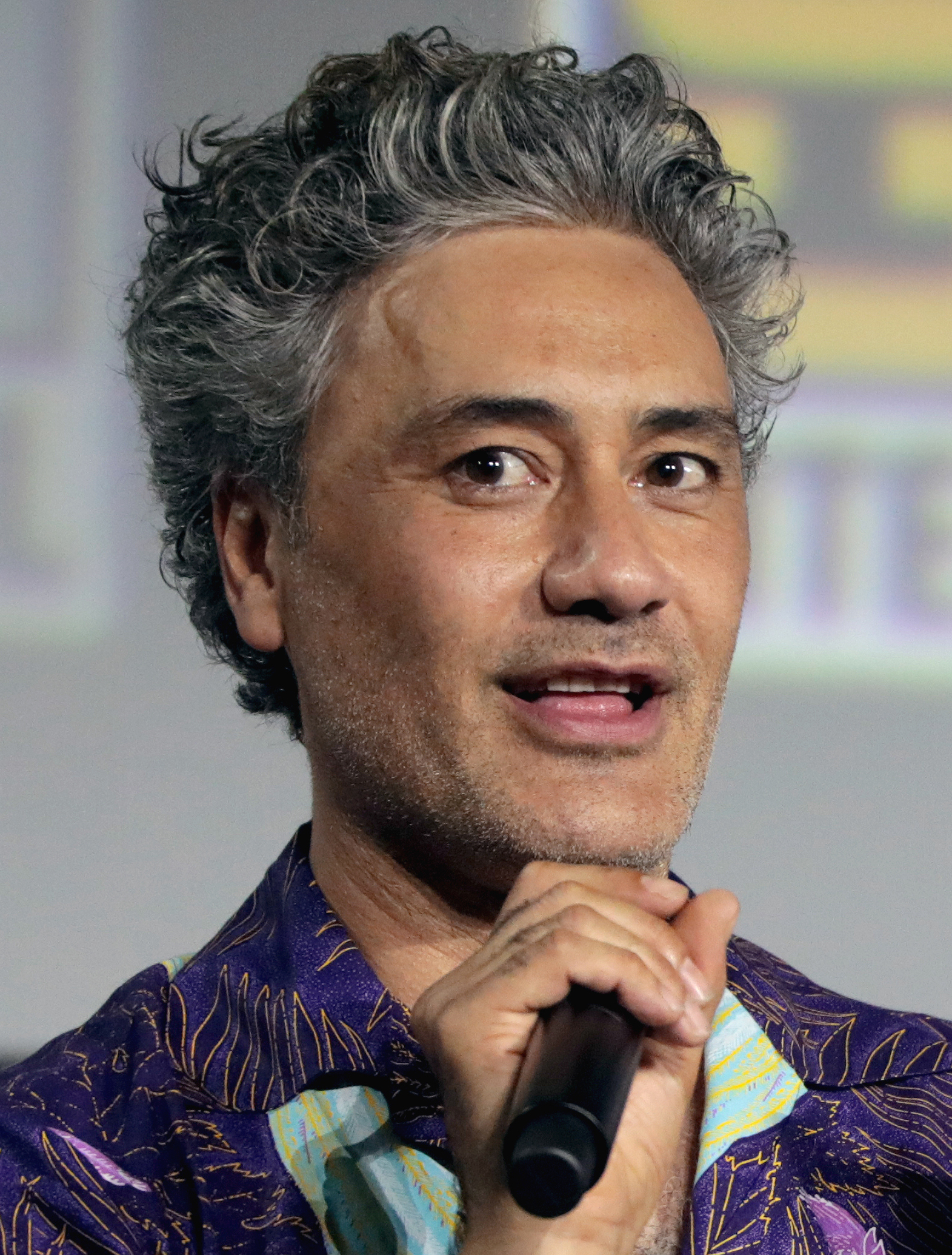
2019 샌디에이고 코믹콘에서 공동 작가이자 감독인 타이카 와이티티의 모습

2019년 7월 영화를 발표할 때, 와이티티는 제이슨 에런의 코믹스 《마이티 토르》의 요소를 차용하여 제인 포스터를 히어로인 마이티 토르로 만들었다고 말했다. 파이기는 영화에 많은 코믹스 요소가 들어갈 것이며, 포스터가 마이티 토르가 되는 스토리라인은 중요한 부분이 될 것이라고 말했다. 마블이 최근 코믹스 중 가장 잘 나가는 것 중 하나로 《마이티 토르》를 꼽는다는 점도 설명했다.와이티티는 《와이티티》 작업 동안 코믹스를 읽었고 다른 《토르》 영화를 감독하기로 했을 때, 마블에 제인 포스터를 마이티 토르로 출연시키고 싶다고 말했다. 스튜디오는 아론의 이야기를 각색하고 이야기의 흐름에 대해 와이티티 논의한 후 나탈리를 참여시키기로 동의했다. 애니메이션 시리즈 《왓 이프...?》의 수석 작가, AC 브래들리는 제인 포스터가 토르가 된다는 에피소드를 고안했지만 해당 스토리 라인은 이미 《러브 앤 썬더》에서 사용되고 있어 거부되었다.
8월 와이티티가 영화의 대본을 완성했다는 보도가 있었지만 그달 말 그는 이를 부인했다. 10월에 자신의 영화 《조조 래빗》을 홍보하는 동안 와이티티는 시나리오의 첫 초안을 완성했지만 이야기는 촬영과 편집을 통해 바뀔 것이라고 말했다.그는 영화에 포스터가 유방암으로 고통받는 에런의 스토리라인이 적용될지 확신할 수 없었다. 그에 따르면 이것은 그 코믹스의 강력한 부분이었다. 나탈리는 이후 제인의 암 치료 장면이 영화 내에서 비춰질 것이라고 말했다. 와이티티는 마블이 《엔드게임》과 《러브 앤 썬더》의 시간 간격에 대해 여전히 논의하고 있으며, 이는 토르가 《엔드게임》에서 묘사된 "뚱보 토르"의 몸무게 그대로인지의 여부에도 영향을 미친다고 덧붙였다. 와이티티는 이렇게 지적했다. "토르를 계속 바꾸고 싶다. 시시각각 변하는 모습이 너무 재미있다." 그는 또한 캐럴 댄버스/캡틴 마블과 발키리를 "엮는" 팬들을 존중했지만, 대중의 요구를 따르는 것보다 팬들을 놀래키는 것이 더 좋다며 둘 사이를 낭만적인 관계로 설정할 생각은 없다고 말했다.
2020년 4월 중순까지 4~5개의 시나리오 초안이 완성되었다. 와이티티는 속편이 "지금 최고 수준"이며, 두 배는 더 미쳐 있어 《라그나로크》가 "쳇바퀴 도는 것 마냥 매우 안전한 영화"처럼 보일 것이라고 말했다. 그는 판을 키우고, 마치 "10살짜리 아이가 영화에 들어가야 할 것들을 말해주고 우린 모두 다 넣자고 한" 것처럼 영화를 만들고 싶어했다. 와이티티는 작중 코르그의 크로난 족을 더 탐구하며, 코믹스의 외계 종족 스페이스 샤크도 나올 것이라고 덧붙였다. 그는 캐릭터 베타 레이 빌의 등장에도 관심을 표했으나 정말 나올 것인지는 불확실했다 7월 말 와이티티는 1년 넘게 대본을 계속 쓰는 중이고, 그 주에 또 다른 허가를 받고 있다고 말했다. 굉장히 로맨틱하다며 지금까지 해보지 않은 걸 해보고 싶다는 욕심에 로맨스 영화를 만들고 싶었다고도 설명했다. 이후에 그는 이 영화를 "사랑, 그리고 슈퍼히어로와 외우주에 관한 것"이라며 "내가 항상 약간 무시해 왔던 것을 받아들이고, 사랑에 대한 이 개념을 탐구하며, 사랑을 믿는 캐릭터를 보여주고 싶었다"고 말했다. 그 해 10월, 헴스워스는 와이티티가 아직 대본을 쓰고 있다고 말했고, 토르가 이전 세 편의 MCU 영화에서와는 완전히 다른 캐릭터가 된다며 흥미를 표했다. 와이티티는 이후 《러브 앤 썬더》는 자신이 만든 영화 중 가장 미친 영화라며 각 요소가 잘 이해되지 않도록 의도했다고 설명했다. 그는 《라그나로크》와는 "색다른 묘미"가 있을 것이라면서, 축제나 파티풍의 1970년대 스페이스 오페라라고 묘사했다. 그는 본작을 1980년대 어드벤처 영화로 보았고, 《코난 - 바바리안》 (1982년)과 《비스트마스터》 (1982년) 같은 영화의 포스터와 베니스 해변의 밴에서 볼 수 있는 예술 작품에서 영감을 얻었다. 그는 그런 작품들이 심각하거나 극적이지 않았지만 사랑, 상실 및 "세상에서 우리의 위치"와 같은 주제를 탐구하면서 캐릭터가 스스로에게 이렇게 질문하도록 한다고 말했다. "내 목적은 뭐지? 내가 히어로인 이유는 무엇이며, 이러한 능력이 있다면 뭘 할 거야?"
세 편의 《가디언즈 오브 갤럭시》 영화 각본가이자 감독인 제임스 건은 가디언즈 캐릭터가 《러브 앤 썬더》에서 어떻게 사용되는지에 대해 상의했고, 와이티티가 각본을 쓰기 전 둘은 캐릭터의 방향성을 논의했다. 와이티티는 《러브 앤 썬더》 이후를 배경으로 한 《가디언즈 오브 갤럭시 VOL. 3》 (2023년) 대본을, 그리고 건은 와이티티의 대본을 읽고 의견을 나누며 몇 가지 조정을 요청했다. 2021년 1월, 건은 가디언즈와 와이티티가 "훌륭한 협력 관계에 있다"며 이후 와이티티의 대본을 호평했다.

### 사전 제작
2020년 10월 호주에서 사전 제작이 시작되었다.한 달 후, 크리스 프랫은 《가디언즈 오브 갤럭시》의 리더 피터 퀼/스타로드 역을 다시 맡는 것으로 밝혀졌다. 배우들의 조합 특성으로 보아 업계 관계자들은 이번 영화가 "《어벤져스 5》" 같은 느낌이라고 설명했다. 12월에 파이기는 영화 개봉일이 2022년 5월 6일로 다시 연기되었음을 밝혔고 베일이 영화에서 고르 역을 맡을 것이라고 발표했다. 제이미 알렉산더는 이전의 두 《토르》 영화에서 맡은 시프 역할로 돌아와, 가디언즈 오브 갤럭시 멤버들 (폼 클레멘티에프의 맨티스, 데이브 바티스타의 드랙스, 카렌 길런의 네뷸라, 숀 건의 크래글린 오브폰테리)과 같이 출연한다. 건은 또한 가디언즈 멤버 로켓에 대한 레퍼런스도 제공했다. 《라그나로크》에서 로키 역을 맡은 아스가르드 배우로 카메오 출연한 맷 데이먼은 본래 출연할 예정이었다. 《러브 앤 썬더》가 호주인들에게 일자리를 제공한 덕에, 범유행 기간 호주의 엄격한 여행 제한에도 불구하고 그는 특별 입국 허가를 받았다. 이에 가족과 함께 여행을 떠난 데이먼은 해외에 있는 많은 호주 국민이 귀국하지 못하는 상황에서 입국 우대를 받은 것으로 밝혀져 비판을 받았다. 《라그나로크》에서 데이먼과 함께 오딘을 연기한 배우로 출연한 샘 닐은 범유행 기간 동안 뉴질랜드에서 호주로 올 수 있는 동안 자신도 영화에 출연할 좋은 기회가 있다고 말했다.

### 촬영
본 촬영은 2021년 1월 26일 시드니의 폭스 스튜디오 오스트레일리아에서 '큰 샐러드' (The Big Salad)라는 가제목으로 시작되었다. 2020년 8월로 예정된 첫 촬영일자는 코로나19 대유행으로 연기되었다. 인더스트리얼 라이트 & 매직은 디즈니+ 《스타워즈》 시리즈 《만달로리안》에서 사용된 것과 동일한 StageCraft 가상 제작 기술을 제공했다. 와이티티는 일전에 에피소드 감독을 맡으며 폭스 스튜디오 오스트레일리아에서 이 기술을 사용하여 맞춤형 볼륨 공간을 만든 적이 있다. 그것은 더 많은 LED 패널을 사용하며, 《만달로리안》용으로 제작된 원본 볼륨보다 더 높은 해상도를 제공했다.와이티티는 이전에 《라그나로크》에서 Dynamiclight 기술을 사용한 후 새틀라이트 랩의 PlateLight 기술을 사용하기도 했다. 이 기술은 높은 프레임 속도로 단일 장면 내에서 여러 조명 설정을 동시에 포착하여, 후반 작업시 어떤 특정한 설정을 선택할 수 있도록 설계된 특수 장비이다. 와이티티는 이미 마블 스튜디오 영화 작업 경험이 있어 《라그나로크》보다 《러브 앤 썬더》 를 더 효율적으로 촬영할 수 있다고 믿었다.
촬영은 2월 초 시드니의 센테니얼 공원에서 이루어졌고, 클레멘티에프, 길런, 바티스타, 프랫은 얼마 지나지 않아 장면을 완성했다. 3월 초, 데이먼과 닐이 로키와 오딘을 연기하는 아스가르드 배우 역할을, 루크 헴스워스는 《라그나로크》의 토르 역 배우로 다시 등장하는 것이 찍힌 세트장 사진이 공개되었다. 멜리사 매카시도 헬라로 재등장하고, 그녀의 남편 벤 팰콘의 배역은 아직 공개되지 않았다. 이 카메오는 《라그나로크》의 연극 장면에 등장한 바 있다. 데이먼은 이틀에 걸쳐 촬영했다. 알렉산더는 이달 말까지 그녀의 촬영 작업을 진행했고, 골드블룸이 그랜드마스터로 출연하는 것이 확인되었으며 러셀 크로우는 "재미있는 카메오" 제우스로 등장한다는 것이 밝혀졌다. 크로우는 4월 자신의 장면 촬영을 마쳤다. 5월 초 와이티티는 촬영이 4주 남았다고 말했다. 《만달로리안》의 촬영 감독으로 와이티티와 함께 작업한 배리 "배즈" 이도인은 자신이 이 영화 작업 중이며 2021년 말까지 계속될 것이라고 말했다. 촬영은 2021년 6월 1일 종료되었으며 닐은 가수 제니 모리스가 영화에 출연할 것이라고 밝혔다.

### 후반 작업
마리안 브랜던은 본 영화의 편집자로 일했다. 와이티티는 2021년 6월 초 후반 작업이 2022년 2월까지 완료될 것이라고 말했다. 6월 말 디젤이 다시 그루트 성우를 맡는 것이 확인되었다. 2021년 10월, 영화 개봉일은 2022년 7월 8일로 연기되었고 사이먼 러셀 빌이 출연하는 것으로 밝혀졌다. 추가 촬영이 2022년 초에 이루어졌다. 3월 초 "앞으로 몇 주 안에" 추가 재촬영이 있을 예정인 것으로 밝혀졌으며 3월 18일까지 베일에서 시작되었다고 한다. 4월 티저 예고편이 공개되면서 브래들리 쿠퍼가 다시 로켓의 성우로 돌아온다는 사실이 확인되었고, 다음 달에는 아코시아 사벳이 여신 바스트 역으로 출연하는 것으로 밝혀졌다.

## 음악
밴드 디오의 멤버 로니 제임스 디오의 아내인 웬디 디오에 따르면, 영화에는 디오의 곡 'Rainbow in the Dark'가 등장한다.2021년 12월, 마이클 지아키노는 자신이 영화 음악을 작곡할 것이라고 밝혔다. 그는 이전에 마블 스튜디오의 《닥터 스트레인지》(2016년)와 MCU 스파이더맨 3부작, 그리고 와이티티의 전작 《조조 래빗》 (2019년)의 음악을 맡았다.

## 마케팅
2022년 2월 본작을 기반으로 한 레고 세트와 해즈브로 피규어가, 동년 4월 또다른 레고 세트와 펀코팝스가 공개되었다.4월 18일에 티저 예고편이 공개되자 논평가들은 결말부에서 마이티 토르 의상을 입은 포트만의 제인 포스터가 등장하여 복원된 토르의 망치 묠니르를 휘두르는 장면을 논했다.《콜라이더》의 마르코 비토 오도와 《할리우드 리포터》의 라이언 파커는 건스 앤 로지스의 'Sweet Child o' Mine'이 사용된 것을 강조했으며, 오도는 와이티티가 "《토르: 라그나로크》의 대성공을 이끈 하드록 미학을 유지할 것"이라고 소감을 남겼다. 한편 파커는 "진정한 타이가 와이티티 스타일 영화의 밝고 세련되고 재미있는 예고편"이라고 말했다.《디지털 스파이》의 저스틴 하프는 《라그나로크》의 유머가 "이 영화에서도 분명히 보인다"고 느꼈고, 《테크레이더》의 톰 파워는 예고편을 두고 "슈퍼 히어로와 오감을 자극하는 우주적 락 페스티벌"이라는 소감을 남기며 흥미를 유발하는 장면도 있다고 말했다.《더 링거 》의 다니엘 친과 《엠파이어》의 소피 버처는 모두 예고편이 토르의 여정에 초점을 맞추고 있으며 크리스찬 베일의 고르가 등장하는 비중이 부족함을 강조했다.친은 예고편이 "토르가 자신을 재발견하는 과정을 비추는 데 집중했다"고 말했으며, 포스터 역을 맡은 포트만의 연기에 흥분했다.그는 예고편이 "10년 전 우리가 본 《토르》 와는 거리가 멀다. 이는프랜차이즈가 본격적인 우주 코미디로 변모함에 따른 것"이라고 생각했다.버처 영화가 《엔드게임》 이후에 설정되었기 때문에 트레일러의 설정은 놀랍지 않다며 예고편은 짧지만 흥미진진하다고 말했다.예고편은 처음 24시간 동안 전 세계에서 2억 900만 조회수를 기록했으며 해당 기간 동안 7번째로 많이 본 예고편이 되었다.

## 개봉
《토르: 러브 앤 썬더》는 2022년 7월 8일 미국에서 개봉될 예정이다. 본래 개봉일은 2021년 11월 5일이었으나 코로나19 범유행으로 인해 2022년 2월 18일로 연기되었다. 이후 《닥터 스트레인지: 대혼돈의 멀티버스》의 일정이 2021년 11월에서 2022년 3월로 조정되자 본작도 2월 11일로 일주일 연기되었고, 2020년 12월에 2022년 5월 6일로 다시 한 번 연기되었다. 그리고 2021년 10월에 2022년 7월로 변경되었다. 이 영화는 MCU의 페이즈 4 작품 중 하나로 개봉된다.